# Какава

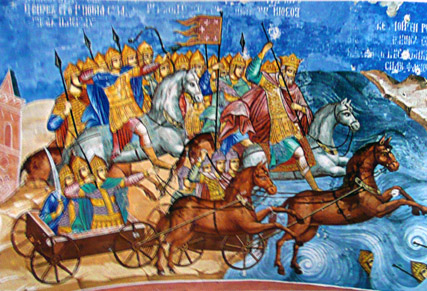
Перехід через Червоне море. Фреска 1640-х років з церкви Ніколи Надеїна

Какава — весняне свято ромів, турецький міжнародний фестиваль.

## Історія
Місце походження свята Какава — Єгипет і Близький Схід. На переконання циган, Какава символізує ланцюг чудесних подій, що відбулися в Стародавньому Єгипті з християнським заселенням Єгипту коптами.
Події стосувалися втечі пригноблених людей з Єгипту. Кинувшись за ними армія фараона з усіма солдатами потонула в морі. На згадку про ці події люди кожен рік 6 травня приходять до берега річки і влаштовують там свято.

## Какава в Туреччині
У західних містах Туреччини — Едірне і Киркларелі, Какава святкується щорічно, як свято приходу весни. В Едірне свято в даний час набуло форми Міжнародного фестивалю, який підтримується губернатором і мером Едірне. Офіційна частина фестивалю проходить в Sarayiçi. Тут же проводиться борцівський турнір. Під час свята запалюються багаття, люди стрибають через них, грає музика, виконуються танці. Офіційна частина закінчується частуванням пловом до 5000 гостей і господарів фестивалю. Свято триває і на світанку наступного дня на березі річки Тунджа.

Фотогалерея
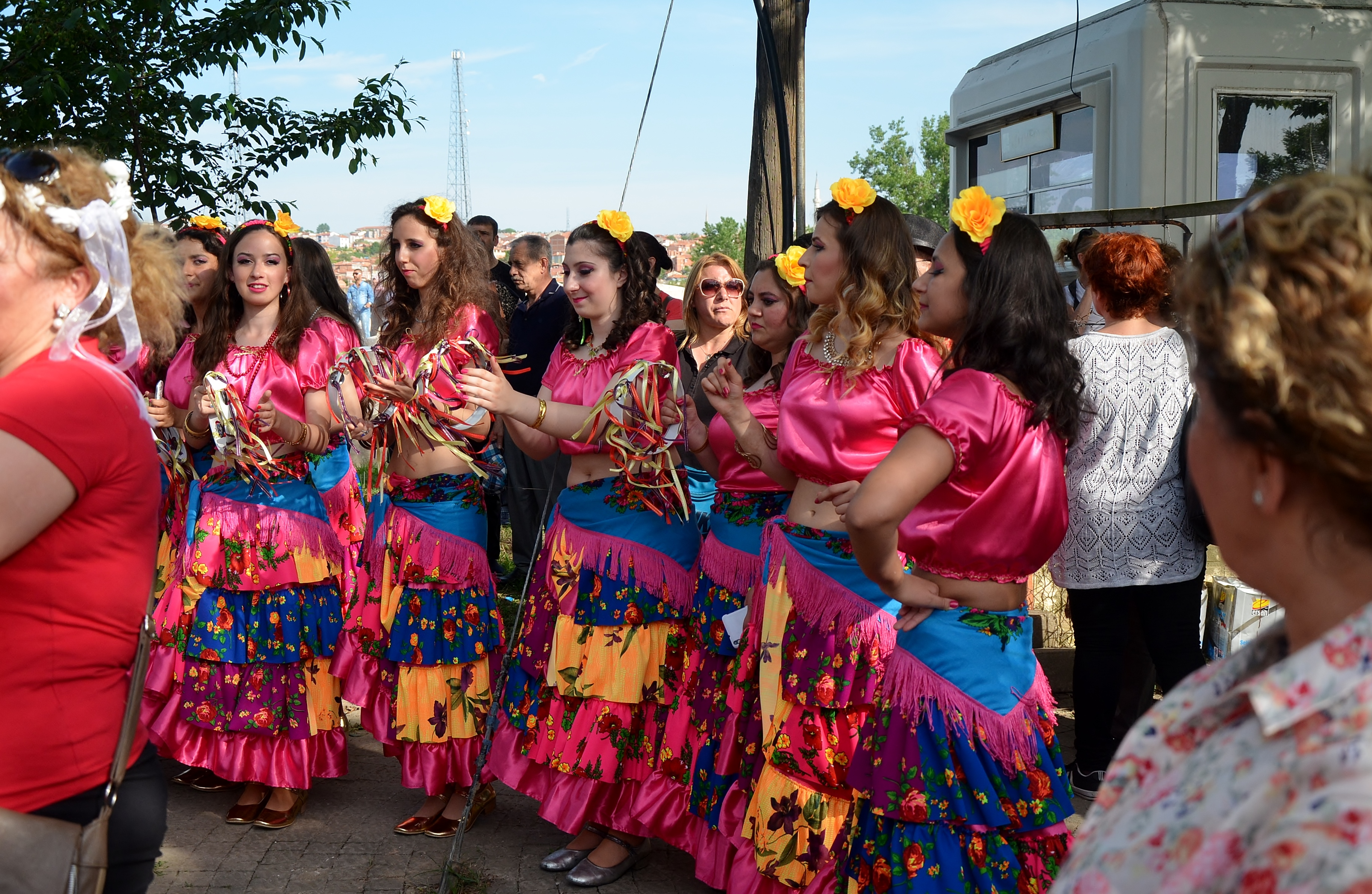
Циганки на фестивалі Какава в Туреччині
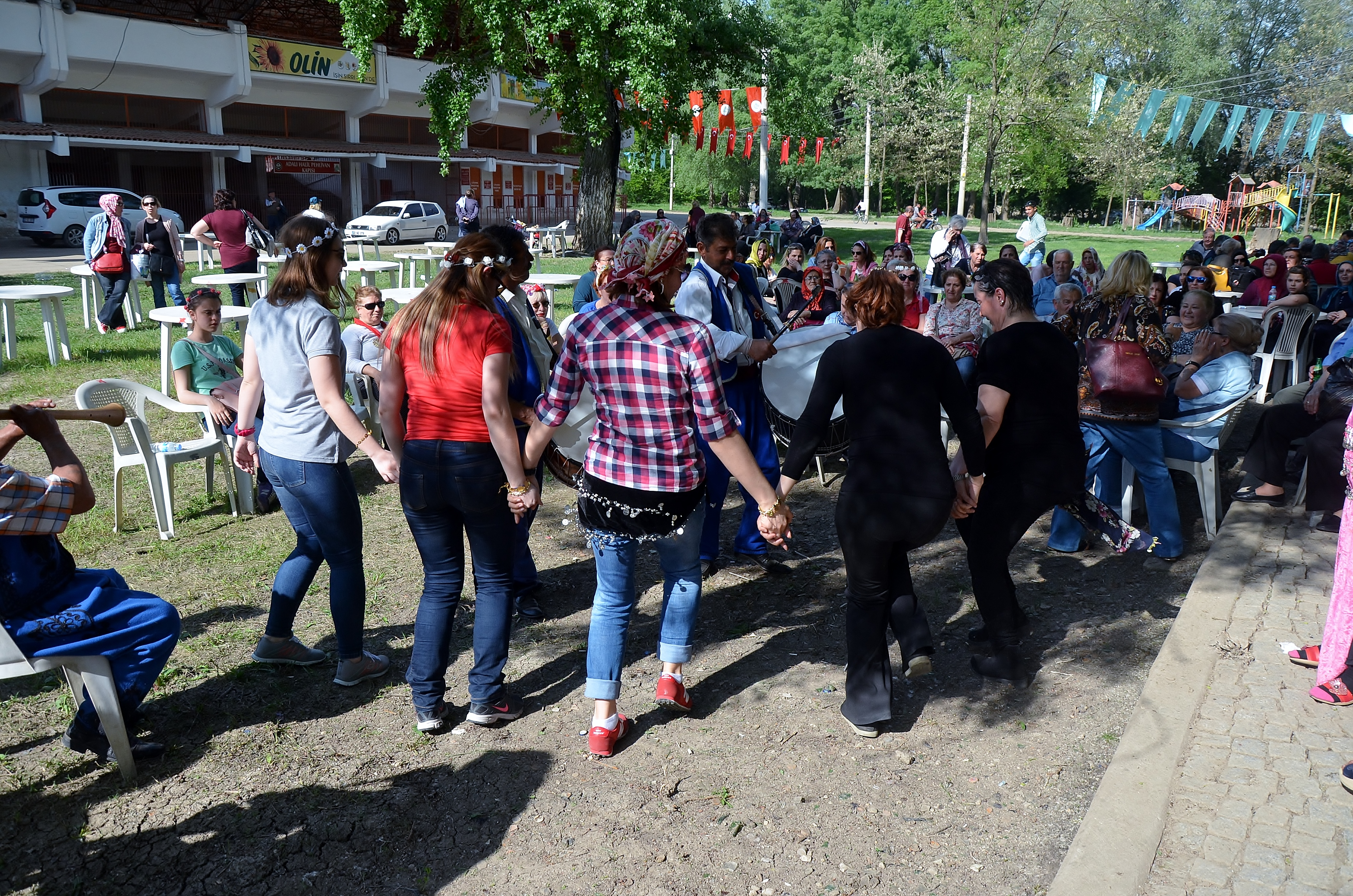
Танці на фестивалі Какава в Туреччині
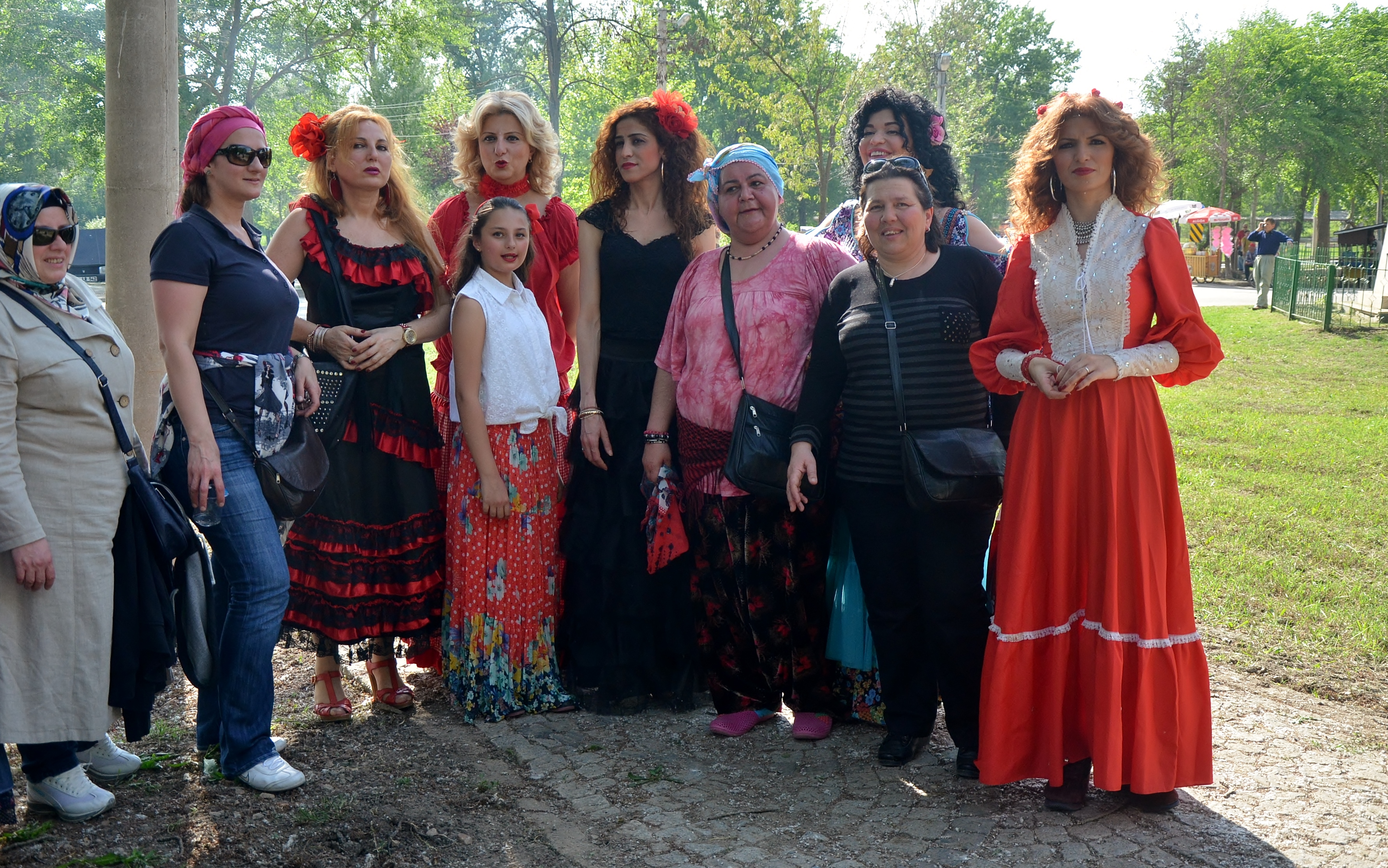
Відвідувачі з учасниками на фестивалі Какава в Туреччині